# نیک تومان
نیک تومان (به انگلیسی: Nick Thoman) (زادهٔ ۶ مارس ۱۹۸۶) شناگر اهل ایالات متحده آمریکا است.